# 아위
아위(阿魏, 학명: Ferula assa-foetida 페룰라 아사포이티다[*])는 미나리과의 여러해살이풀이다. 산스크리트어 이름인 "힝구(हिङ्गु)"를 음차한 말인 흥거(興渠)라고도 불리며, 불교에서 금하는 오신채의 하나다.

## 분포
중앙아시아, 서남아시아, 남아시아에 분포한다. 이란이 원산지이다.

## 쓰임새
땅속줄기나 원뿌리에서 얻은 유액을 향신료로 쓴다.